# Filisur
Filisur (toponimo tedesco; in italiano Filisuro o Felisorre, desueti) è una frazione di 434 abitanti del comune svizzero di Bergün Filisur, nella regione Albula (Canton Grigioni).

## Geografia fisica
Filisur è situato nella valle dell'Albula, sulla sponda destra. Dista 32 km da Davos, 35 km da Coira e 43 km da Sankt Moritz. Il punto più elevato del territorio è la cima del Corn da Tinizong (3 172 m s.l.m.), sul confine con Surses.

## Storia
Già comune autonomo che si estendeva per 44,49 km² e che comprendeva anche la frazione di Jenisberg, il 1º gennaio 2018 è stato accorpato all'altro comune soppresso di Bergün per formare il nuovo comune di Bergün Filisur, del quale Filisur è il capoluogo.

## Monumenti e luoghi d'interesse

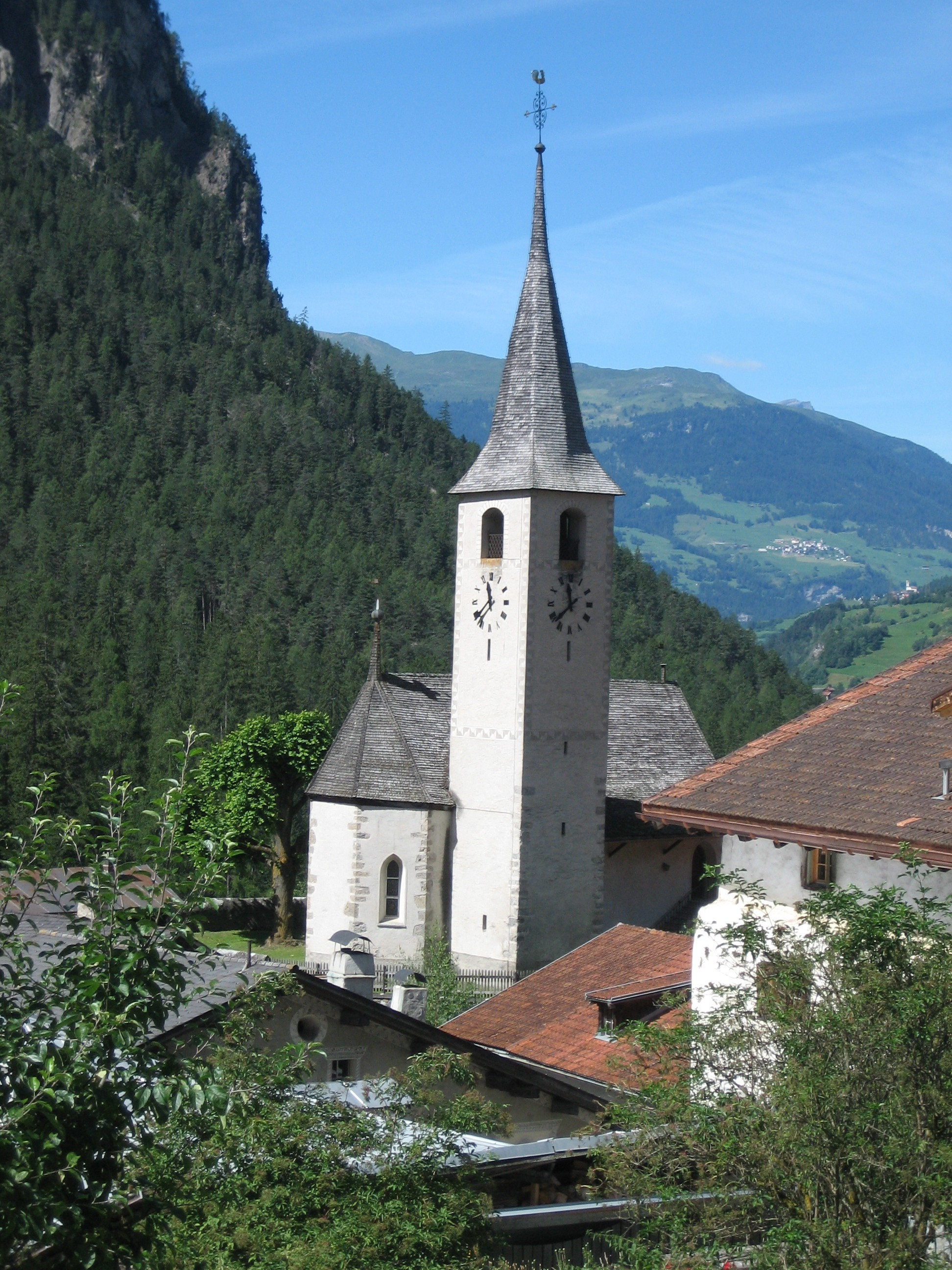
La chiesa riformata

- Chiesa riformata (già chiesa cattolica dei Santi Jodoco e Fiorino, poi di San Martino), eretta nel 1495 circa[1];
- Chiesa riformata in località Jenisberg, eretta nel 1681[1];
- Viadotto Landwasser sulla ferrovia dell'Albula.

## Società

### Evoluzione demografica
L'evoluzione demografica è riportata nella seguente tabella:
Abitanti censiti

## Infrastrutture e trasporti

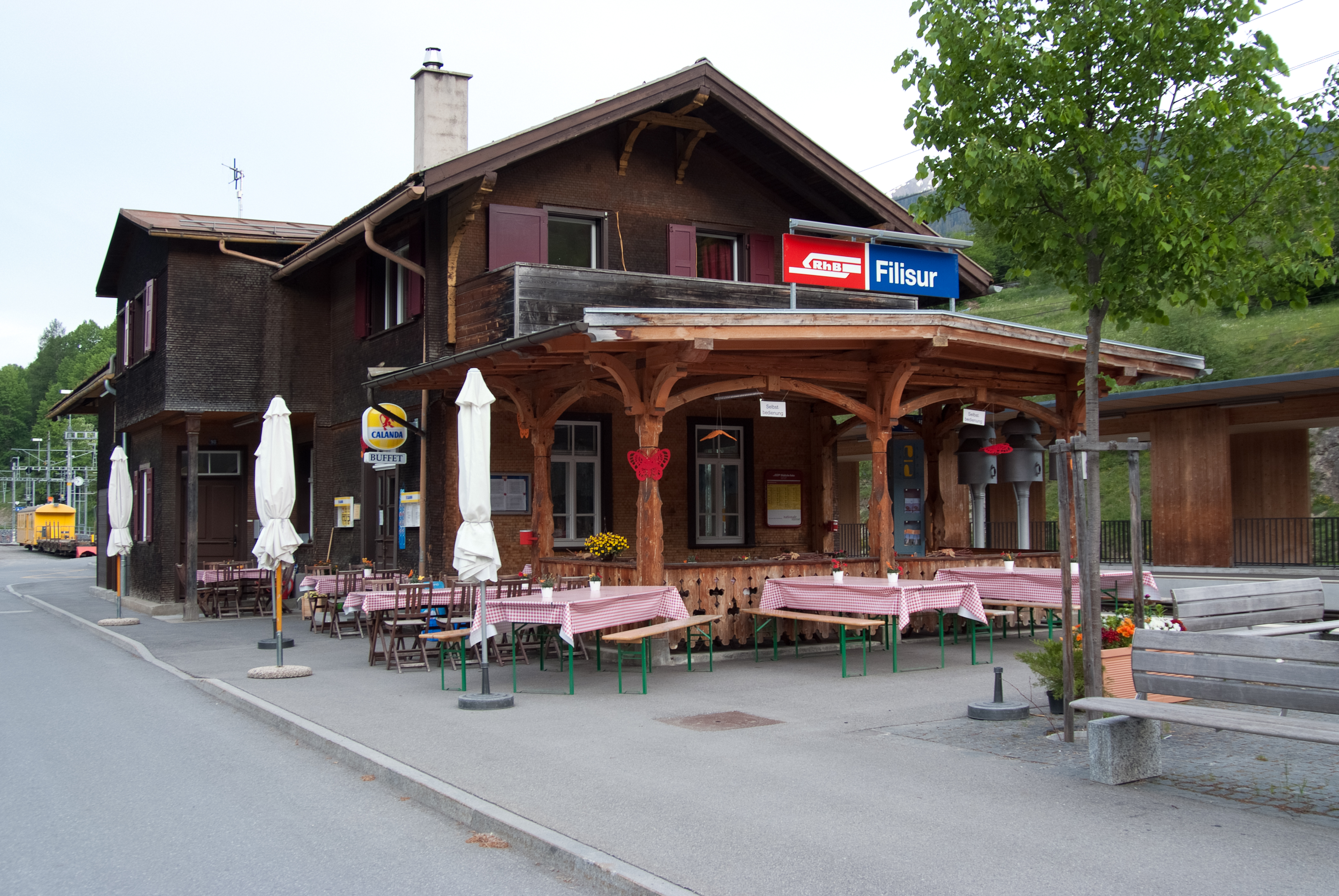
La stazione di Filisur

È servito dalla stazione ferroviaria omonima, sulle linee dell'Albula e Davos-Filisur della Ferrovia Retica. L'uscita autostradale di Thusis, sulla A13/E43, dista 22 km.

## Amministrazione
Ogni famiglia originaria del luogo fa parte del comune patriziale che ha la responsabilità della manutenzione di ogni bene comune.